# 克里斯托弗·麦克杜格尔
克里斯托弗·麦克杜格尔（1962年—）是一位美国记者和作家，《时尚先生》、《紐約》等杂志的撰稿人，《男士健康》的编辑，主要作品有《天生就会跑：隐秘的部落，神奇的跑者，揭示跑的真谛》（Born to Run: A Hidden Tribe, Superathletes, and the Greatest Race the World Has Never Seen）、《天生是英雄：掌握失去的力量和耐力的秘密》（Natural Born Heroes: Mastering the Lost Secrets of Strength and Endurance）等。